# Greg Houla
Greg Houla, né le 19 juillet 1988 à Amiens, est un footballeur français. Il évolue au poste d'attaquant au sein du Chonburi FC.

## Biographie
Formé à Guingamp, il commence sa carrière avec le Rapid de Menton (CFA 2), puis le Stade briochin (DH) et La Vitréenne (CFA). 
Il signe ensuite un contrat de 2 ans avec le Vendée Luçon (CFA) et marque 11 buts en championnat la première saison. Il inscrit 10 buts la saison suivante.
En janvier 2013, il intègre l'effectif des Chamois niortais (Ligue 2), après avoir paraphé un contrat de deux ans (dont une en option en cas de maintien du club).
En janvier 2015, il rejoint le club grec d'Ergotelis Héraklion pour une durée d'un an et demi.
En juin 2015, il s'engage avec l'US Orléans (National) pour une durée de deux ans,.

## Carrière
- Formation :  EA Guingamp
- 2008 :  Rapid de Menton (CFA2)
- 2008-2008 :  Stade briochin (DH)
- 2009-2011 :  La Vitréenne (CFA)
- 2011- janv. 2013 :  Vendée Luçon Football (CFA)
- Janv. 2013 - Janv. 2015 :  Chamois Niortais (Ligue 2)
- Janv. 2015 - Juin 2015 :  Ergotelis Héraklion (Superleague Elláda)
- Juin 2015 - :  US Orléans Loiret Football (National)[4]

## Palmarès
- Champion de CFA (Groupe D) en 2013 avec Luçon

## Statistiques
- 71 matchs et 5 buts en Ligue 2